# Raport Northcote’a-Trevelyana
Raport Northcote’a-Trevelyana – opublikowany w 1853 roku raport Stafforda H. Northcote’a i Charlesa E. Trevelyana postulujący, aby służba cywilna opierała się m.in. na podziale pracy na zadania intelektualne i mechaniczne, prowadzonej przez niezależne komisje rekrutacji na stanowiska urzędnicze czy też awansach na podstawie merytorycznych przesłanek.

## Charakterystyka raportu
W raporcie stwierdzono, że w obecnym stanie rzeczy nie można rządzić bez pomocy sprawnego aparatu stałych urzędników, którzy by byli należycie podporządkowani ministrom, bezpośrednio odpowiadający przed monarchą oraz przed parlamentem, lecz którzy by byli zarazem obdarzeni niezależnością, siłą charakteru, zdolnościami, doświadczeniem wystarczającym do tego, aby radzić, wspomagać i do pewnego stopnia wpływać na tych, którzy stoją ponad nim.
Raport stanowił uogólnienie i rozwinięcie praktyki kształtowanej od 1764 roku przez władzę Kompanii Wschodnioindyjskiej, która do połowy XIX wieku władała znaczną częścią Indii i Wysp Oceanu Indyjskiego. Był to jeden z przykładów, jak administracja prywatna może mieć wpływ na administrację publiczną.
Raport był odpowiedzią na patologie w mianowaniu urzędników państwowych w XVIII-wiecznej Anglii. Ogromna część urzędów była sprzedawana, co doprowadziło do obniżenia sprawności państwa, opóźnienia rozwoju gospodarczego oraz strat finansowych.
W 1859 roku parlament brytyjski uchwalił Supperannuation Act, który był kamieniem milowym w formowaniu się nowoczesnej służby cywilnej. Na jego mocy wynagrodzenie urzędnika było uchwalane co roku i składało się z wynagrodzenia zasadniczego oraz dodatku emerytalnego wynikającego ze stażu i efektów pracy. Supperannuation Act doprowadził również do likwidacji zjawiska sprzedaży urzędów.